# Jamie McLennan
Jamie McLennan, född 30 juni 1971, är en kanadensisk före detta professionell ishockeymålvakt som tillbringade elva säsonger i den nordamerikanska ishockeyligan National Hockey League (NHL), där han spelade för New York Islanders, St. Louis Blues, Minnesota Wild, Calgary Flames, New York Rangers och Florida Panthers. Han släppte in i genomsnitt 2,68 mål per match och höll nollan (inte släppt in ett mål under en match) 13 gånger på 254 grundspelsmatcher. McLennan spelade också för Capital District Islanders, Worcester Icecats och Houston Aeros i American Hockey League (AHL); Richmond Renegades i ECHL; Salt Lake Golden Eagles, Denver Grizzlies och Utah Grizzlies i International Hockey League (IHL); Nippon Paper Cranes i Asia League Ice Hockey (ALHI) och Spokane Chiefs och Lethbridge Hurricanes i Western Hockey League (WHL).
Han draftades av New York Islanders i tredje rundan i 1991 års draft som 48:e spelare totalt.
McLennan vann en Bill Masterton Memorial Trophy för säsongen 1997–1998.
Efter spelarkarriären har han arbetat som expertkommentator och radiopratare hos The Sports Network (TSN). Han är mest känd utanför isen som en av paneldeltagarna i radio/TV-programmet Overdrive med journalisten Bryan Hayes och den före detta ishockeyforwarden Jeff O'Neill.